# 河越尼
河越尼（かわごえのあま、生没年不詳）は、平安時代末期から鎌倉時代初期にかけての女性御家人。比企掃部允と比企尼の次女。武蔵国の豪族、河越重頼の妻。頼朝の嫡男頼家の乳母。実名は不明。娘に源義経の正室（郷御前）がいる。

## 生涯
源頼朝が挙兵し、鎌倉に拠点を構えて3年目の寿永元年（1182年）8月12日、北条政子を母とする頼朝の嫡男（のちの頼家）が誕生し、比企尼の次女が産所であった比企能員（比企尼猶子）の邸に乳母として召され、最初の乳を含ませる乳付けの儀式を行った。
元暦元年（1184年）9月14日、頼朝の命により娘が源義経の正室として上洛する。その後わずか1年で頼朝と義経の関係は悪化し、義経が謀反を起こすと河越氏は縁戚として連座をうけ、文治元年（1185年）10月23日に嫡男重房が勝長寿院落慶供養の随兵から外され、11月12日、河越重頼は所領を没収された。その後、頼朝の命により重頼・重房共に誅殺され、比企尼次女は出家した。
文治3年（1187年）10月5日、頼朝は重頼の遺族を哀れみ、後家となった河越尼に河越氏本領である河越荘を与え、地元の名主・百姓らが尼の支配に従わないという風聞があったため、今後は荘務・雑務はすべて尼の命に従うよう命じている。これについて木村茂光は文治元年に重頼の老母が河越荘を預かり幼少の孫の地頭との支配体制が実現したものの実効力が伴わなかったため、文治3年に頼朝が河越尼に荘務も雑務も一切を任せたと指摘している。
河越荘はその後、重頼の次男重時に継承された。

## 関連作品
小説
- 篠綾子『星月夜の鬼子母神』（集英社文庫、2021年）ISBN 978-4-08-744313-4

テレビドラマ
- 『草燃える』（1979年、NHK大河ドラマ、演：服部妙子、役名：河越純子（かわごえ じゅんこ））